# Мюлхаузен
 Тази статия е за града в Германия.  За града във Франция, също наричан Мюлхаузен вижте Мюлуз.  
Мюлхаузен (на немски: Mühlhausen) е град в Централна Германия, провинция Тюрингия. Той е административен център на окръг Унщрут-Хайних и е разположен на река Унструт. Населението му е 36 874 към 31 декември 2006 г.

## Личности
Родени
- Джон Огъстъс Рьоблинг (1806-1869), американски инженер